# 89735 Tommei
89735 Tommei è un asteroide della fascia principale esterna. Scoperto nel 2001, presenta un'orbita caratterizzata da un semiasse maggiore pari a 3,063339 UA e da un'eccentricità di 0,125350, inclinata di 6,615358° rispetto all'eclittica. Ha un diametro di 7,077 km e un'albedo di 0,074.